# Kassina decorata
Espèce
Synonymes
- Megalixalus decorata Angel, 1940

Statut de conservation UICN

 VU  : Vulnérable
Kassina decorata est une espèce d'amphibiens de la famille des Hyperoliidae.

## Répartition
Cette espèce est endémique du Cameroun. Elle se rencontre en deux endroits distincts, :
- sur le plateau Bamiléké et le Mont Manengouba entre 700 et 2 200 m d'altitude ;
- sur le plateau Adamawa entre 1 100 et 1 200 m d'altitude.

## Publication originale
- Angel, 1940 : Descriptions de trois amphibiens nouveaux du Cameroun, matériaux de la mission P. Lepesme, R. Paulian et A. Villiers (2e note). Bulletin du Muséum national d'histoire naturelle de Paris, sér. 2, vol. 12, p. 238–243.